# Kepala Pulau
Kepala Pulau is een bestuurslaag in het regentschap Kuantan Singingi van de provincie Riau, Indonesië. Kepala Pulau telt 1559 inwoners (volkstelling 2010).